# 定安

定安

定安（ていあん）は渤海の貴族、烈万華が渤海遺民を結集して建国した国（938年 - 1003年）。独自の年号を有した。

## 歴史
- 938年、烈万華（在位936頃 − 976〜9頃）が「定安国」を建国（これ以前の烈万華の動向については後渤海(復興)の項も参照）。この年渤海人の朴昇及び三千戸（反烈氏派か？）が高麗に亡命。
- 970年、定安国王烈万華は、建国後間もない北宋に使者を送った。
- 976年〜979年頃、定安国第二代王、烏玄明（在位976〜9頃 −986〜9頃）即位。旧渤海の大臣、烏氏のひとり。前王と姓が異なり何らかの政変があったものと思われるが詳細は不明。独自元号である「元興」が使用される。
- 976年〜984年頃、北宋は定安国に詔を下し、対契丹同盟が成立。
- 979年、宋が晋陽を平定して兵を幽州に移すと渤海の酋帥・大鸞河が小校・李勛ら十六人・部族三百騎を率いて来降、宋は大鸞河を渤海都指揮使とする。
- 979年、高麗史に「是歳渤海人数万来投」との記述がある。恐らくは烈氏から烏氏への政権交代に関係するものと推察される。
- 981年、定安国王烏玄明、女真の使者に託して再び北宋に上表した。「高麗の旧壌と渤海の遺黎を以て方隅に保拠す云々、扶餘府が契丹に背いて帰順し、契丹の脅威が迫っているから宋に救援を依頼したい」等と述べる。宋も詔をくだし宋・高麗・定安の三国による契丹包囲網ができる。
- 983年以降、契丹、定安国を攻める。
- 984年、渤海の豪帥・大鸞河、北宋に召し出され、宴と銭十万、酒を賜る。
- 985年、高麗と定安国による契丹（遼）包囲網が形成されたため、契丹は定安を攻撃を開始した。
- 986年、定安国は契丹（遼）の攻撃のため一旦壊滅。契丹、鴨緑江・渾江に達する。高麗も一時鴨緑江に達し、契丹と高麗の間で和平が締結。
- 989年頃、定安国第三代国王に大元（在位979〜89頃 −1018頃）が即位、定安国を「後渤海国」と改名。（定安国と後渤海国の連合体か？）
- 1003年、契丹（遼）、後渤海＝定安国を攻撃、定安国滅亡。

## 定安の王
中国名と在位年を示す。
1. 初代烈万華（936年〜938年頃即位 - 976年〜979年頃退位）
2. 第二代烏玄明（976年〜979年頃即位 - 986年退位）
3. 第三代大元（989年即位 - 1003年退位）（※「後渤海国王」としての在位は後渤海国の項を参照）

## 定安の元号
- 元興